# Ernest Weekley
Ernest Weekley (ur. 27 kwietnia 1865 w Londynie, zm. 7 maja 1954) – brytyjski filolog. Położył zasługi na polu etymologii.
W latach 1898–1938 był profesorem języków nowożytnych na University of Nottingham. W 1951 r. przyznano mu honorowy stopień doktora literatury.

## Wybrana twórczość
- The Romance of Words (1912, 1913, 1917, 1922, 1928)
- The Romance of Names (1914, 1914, 1922, 1928)
- Surnames (1916, 1917, 1936)
- A Concise Etymological Dictionary of Modern English (1924)
- Words Ancient and Modern (1926)
- More Words Ancient and Modern (1927)
- Adjectives — and other words (1930)
- Words and Names (1932)
- Something about words (1935)
- Jack and Jill. A Study in Our Christian Names (1939)